# Sala delle Asse
La Sala delle Asse (en anglès: 'habitació dels taulons de fusta'), és una gran sala del Castell Sforza de Milà, on hi ha una pintura al tremp sobre guix de Leonardo da Vinci, datada cap a l'any 1498. Les seves parets i el sostre de volta estan decorats amb "plantes entrellaçades amb fruits i monocromes d'arrels i roques" i un dosser creat per setze arbres.
Les parets i el sostre estan pintats amb un esquema de trompe-l'œil que representa troncs, fulles, fruits i nusos, com si fos a l'aire lliure i no dins d'un castell. L'historiador de l'art Rocky Ruggiero descriu la decoració de la plaça, una sala de quinze per quinze metres, com la creació de l'efecte d'una pèrgola natural com a característica arquitectònica. Ruggiero suggereix que Leonardo va aprofitar totes les seves investigacions científiques sobre sistemes naturals mentre pintava la il·lusió magistral que s'assembla a un bosc de moreres.
És una de les pintures més grans de Da Vinci, juntament amb El Sant Sopar.